# Bailliage de Knonau
1507–1798
Le bailliage de Knonau est un bailliage du canton de Zurich.

## Histoire
En 1406, la ville de Zurich achète le bailliage de Horgen-Maschwanden. Maschwenden et les territoires environnants sont séparés du bailliage d'Horgen.
En 1415, Zurich s'empare du Freiamt lors de la conquête de l'Argovie. Du Freiamt dépend la haute justice sur le Kelleramt et sur les basses juridictions de Bonstetten et Wettswil-Sellenbüren-Stallikon. La basse justice sur le Kelleramt appartient à la ville de Bremgarten.
Le château et la basse justice d'Hedingen sont acquis par Zurich en 1503. La haute justice dépend du Freiamt.
Le bailliage de Knonau est créé en 1507-1512 par regroupement des territoires de Maschwanden, Hedingen et du Freiamt.
En 1538, le bailliage de Bonstetten est créé à partir des juridictions de Wettswil-Sellenbüren-Stallikon et de Bonstetten, que Zurich a achetées respectivement en 1532 et 1538. Le territoire ne dépend plus du bailli de Knonau pour la haute justice.
La haute justice sur une partie de Steinhausen dépend du bailli de Knonau jusqu'en 1670.
Le bailliage est supprimé en 1798. Une partie du bailliage rejoint le canton de Baden en 1798, puis le canton d'Argovie en 1803.